# Benno Baginsky
Benno Baginsky (Racibórz, 24 maggio 1848 – Berlino, 30 dicembre 1919) è stato un medico tedesco.
Era il fratello minore del pediatra Adolf Baginsky (1843-1918).

## Biografia
Studiò medicina a Berlino, ottenendo il dottorato nel 1870. Dopo aver prestato servizio come medico nella guerra franco-prussiana,  lavorò come medico e in seguito si specializzò nelle malattie legate all'orecchio, al naso e alla laringe. Nel 1884 diventò privat-docent di otologia presso l'Università di Berlino e nel 1897 ricevette il titolo di professore. Tra i suoi assistenti a Berlino fu otorinolaringoiatra Jacob Katzenstein (1864-1921).

## Opere
Autore di numerosi giorrnali per esempio: Archiv für Mikroskopische Anatomie, Archiv für Physiologie, Archiv für Anatomie und Physiologie, Archiv für Pathologie und Anatomie, Deutsche Medizinische Wochenschrift, Archiv für Ohrenheilkunde and Revue Neurologique. He also made contributions to Albert Eulenburg's Real-Encyclopädie der gesammter Heilkunde. 
- Die Rhinoskopischen Untersuchungs- und Operationsmethoden, 1879.
- Zur Physiologie der Gehörschnecke, 1883.
- Über den Ursprung und den centralen Verlauf des Nervus acusticus des Kaninchens, 1888.[4]